# Então É Natal
"Então É Natal" é uma canção da cantora brasileira Simone, uma versão em português de "Happy Xmas (War Is Over)" realizada por Cláudio Rabello. É uma das 11 faixas do álbum 25 de Dezembro, lançado pela cantora em 1995. O sucesso do disco fez da canção um dos maiores hits de música natalina.

## Recepção
O disco foi o primeiro a apresentar exclusivamente canções cristãs/natalinas e com isso inaugurou um segmento até então inexistente na indústria fonográfica nacional; vendeu mais de 1,5 milhão de cópias em menos de um mês e meio. Em 1998, foi reeditado com uma faixa bônus, a participação das Meninas Cantoras de Petrópolis na canção "Ave Maria". Em relação a estratégias promocionais, não contou com uma turnê como era de costume na carreira da artista, em vez disso a canção "Então é Natal", que foi o carro-chefe do álbum, fez parte da turnê de 1995/1996 da cantora, tornando-se o ponto alto dos shows. Uma versão em espanhol foi lançada em 1996, intitulada "Llegó Navidad", com letra de Graciella Carballo.
Em um comentário negativo para o Jornal do Brasil, o jornalista Artur Xexéo brincou: "A Associação Brasileira de Viagens anuncia que mais de 500.000 brasileiros vão passar as festas de fim de ano fora do país. [...] Tenho certeza que essa gente toda está fugindo da interpretação de Simone para 'Então é Natal'". Em uma crítica em retrospecto para o Universo Online, o colunista Pedro Antunes afirma que "Então É Natal" é a canção mais injustiçada do Brasil, que sofreu uma rejeição desproporcional quando comparada a canções natalinas de artistas internacionais, como "All I Want for Christmas Is You" (Mariah Carey), e que seria "infinitamente melhor" do que a original de John Lennon, concluindo: "[..] a canção dela sobreviveu mais do que a uma estação do ano. Tocou tanto, por tantos anos, que até enjoou. Faz parte".
O êxito da canção não poupou a cantora de virar meme para as novas gerações. Tal fato foi relatado em uma entrevista ao apresentador e jornalista Pedro Bial: "Eu sofri bullying com 'Então é Natal' (...) A música tocou tanto que uma geração que não me conhecia, não conhecia a minha história, foi influenciada por pessoas que não queriam que acontecesse essa coisa boa que aconteceu comigo, porque há pessoas que têm raiva do sucesso do outro". Para o crítico Mauro Ferreira, parte da antipatia direcionada ao álbum é fruto da agressiva ação de marketing promovida pelo executivo da PolyGram Marcos Maynard, que, decidido a investir alto na cantora, massificou a faixa "Então É Natal": "Foi difícil escapar da sina de ouvir 'Então é Natal' nas rádios e nas lojas naquele mês de dezembro de 1995, o que gerou ojeriza direcionada ao disco de Simone".